# Selección femenina de rugby 7 de Perú
La selección femenina de rugby 7 del Perú es el equipo de Perú de la modalidad de rugby 7 femenino regulada por la Federación Peruana de Rugby.

## Entrenadores
| Periodo           | Nombre     |
| ----------------- | ---------- |
| 2024 - Actualidad | Craig Hill |

## Jugadoras
Actualizado al 2022
| Apellido          | Nombre      | Equipo                  |
| ----------------- | ----------- | ----------------------- |
| Orcotoma Guizado  | Beatriz     | Leonas                  |
| Caja Granda       | Josselyn    | Alumni                  |
| Sánchez Almeyda   | Nayely      | Blues Rugby Association |
| Ríos Lezama       | Michella    | Blues Rugby Association |
| Márquez Baquerizo | Stephany    | Leonas                  |
| Ccarampa Salcedo  | Lisbeth     | Alumni                  |
| Jiménez Buscaglia | María Pia   | Alumni                  |
| Correa Cornejo    | Natalia     | Leonas                  |
| García Espinoza   | Camila      | Leonas                  |
| Gonzáles Ruíz     | Raysa       | Flaming Lions           |
| Flores Lecca      | Lucyangeles | Alumni                  |
| Masías Ortega     | Andrea      | Leonas                  |

## Proveedores
Listado de marcas que vistieron a la selección peruana:
| Período   | Proveedor   | Logotipo |
| --------- | ----------- | -------- |
| 2019-2022 | New Balance |          |

## Participación en copas
| - Barquisimeto 2004: 8º puesto (último) - São Paulo 2005: 8º puesto (último) - Viña del Mar 2007: 7º puesto - Punta del Este 2008: 7º puesto - São José dos Campos 2009: 7º puesto - Mar del Plata 2010: 8º puesto (último) - Bento Gonçalves 2011: 6º puesto - Río de Janeiro 2012: 8º puesto (último) - Río de Janeiro 2013: 7º puesto - Santiago 2014: No participó - Santa Fe 2015: 7º puesto - Río de Janeiro 2016: 7º puesto - Villa Carlos Paz 2017: 7º puesto - Montevideo 2017: 3º puesto - Montevideo 2018: 4º puesto - Asunción 2019: 4º puesto - Lima 2019: 4º puesto - Montevideo 2019: 5º puesto - Montevideo 2020: 7º puesto - Montevideo 2021: 7º puesto - Saquarema 2022: 6º puesto - Montevideo 2023: 7º puesto (último) - Asunción 2023: 6º puesto - Lima 2024: 7º puesto - Lima 2025: 7º puesto - Circuito Sudamericano de Seven Femenino 2013-14: - República - 5° puesto / Mar del Plata - No jugó - Circuito Sudamericano de Seven Femenino 2014-15: - República - 5° puesto / Mar del Plata - 7° puesto | - Cantón de La Unión 2013: No participó - Ciudad del Saber 2014: No participó - San Salvador 2015: Campeón - Ciudad de Guatemala 2016: No participó - San José 2017: No participó - San José 2018: No participó - Río 2016: No clasificó - Tokio 2020: No clasificó - París 2024: No clasificó - Guadalajara 2011: No clasificó - Toronto 2015: No clasificó - Lima 2019: 6º puesto - Santiago 2023: No clasificó - Lima 2027: Evento lejano - Santiago 2014: No participó - Cochabamba 2018: 5° puesto - Asunción 2022: 7° puesto - Trujillo 2013: 3º puesto - Santa Marta 2017: 3º puesto - Valledupar 2022: No participó - Ayacucho 2024: 3º puesto - Rainforest Rugby Seven´s 2014: 2° puesto |

## Palmarés
| Competición internacional |          |          |                      | Cuarto lugar              |
| ------------------------- | -------- | -------- | -------------------- | ------------------------- |
| Sudamericano              |          |          | 1 (2017 II)          | 3 (2018, 2019 I, 2019 II) |
| Centroamericano           | 1 (2015) |          |                      |                           |
| Juegos Bolivarianos       |          |          | 3 (2013, 2017, 2024) |                           |
| Rainforest                |          | 1 (2014) |                      |                           |

## Estadísticas
- Solo se contabilizan partidos de la selección mayor en torneos oficiales.
- Último Test Match considerado: Perú 38 - 0 Guatemala, 25 de mayo de 2025 - Seven Sudamericano Femenino 2025.

| Adversario           | Jugados | Ganados | Perdidos | Empatados | % Efectividad | Mejor resultado |
| -------------------- | ------- | ------- | -------- | --------- | ------------- | --------------- |
| Argentina            | 19      | 0       | 19       | 0         | 0.0%          | 12 - 22         |
| Bolivia              | 3       | 3       | 0        | 0         | 100.0%        | 41 - 0          |
| Brasil               | 20      | 0       | 20       | 0         | 0.0%          | 0 - 17          |
| Canadá               | 1       | 0       | 1        | 0         | 0.0%          | 0 - 54          |
| Chile                | 25      | 5       | 20       | 0         | 17.65%        | 34 - 0          |
| Colombia             | 21      | 0       | 21       | 0         | 0.0%          | 14 - 15         |
| Costa Rica           | 10      | 10      | 0        | 0         | 100.0%        | 36 - 0          |
| Ecuador              | 3       | 3       | 0        | 0         | 100.0%        | 47 - 5          |
| El Salvador          | 2       | 2       | 0        | 0         | 100.0%        | 41 - 0          |
| Guatemala            | 5       | 5       | 0        | 0         | 100.0%        | 38 - 0          |
| Invitación VII       | 1       | 1       | 0        | 0         | 100.0%        | 10 - 5          |
| México               | 1       | 1       | 0        | 0         | 100.0%        | 43 - 7          |
| Nicaragua            | 2       | 2       | 0        | 0         | 100.0%        | 53 - 0          |
| Panamá               | 4       | 4       | 0        | 0         | 100.0%        | 44 - 0          |
| Paraguay             | 23      | 8       | 17       | 0         | 38.88%        | 19 - 5          |
| República Dominicana | 1       | 1       | 0        | 0         | 100.00%       | 34 - 5          |
| Trinidad y Tobago    | 1       | 1       | 0        | 0         | 100.0%        | 31 - 10         |
| Uruguay              | 24      | 7       | 17       | 0         | 23.53%        | 24 - 0          |
| Venezuela            | 19      | 8       | 11       | 0         | 31.25%        | 31 - 0          |
| Total                | 184     | 59      | 125      | 0         | 32.05%        | -               |

## Resultados destacados
- Solo se contabilizan partidos en torneos oficiales.

|    | Año  | Rival       | Resultado | Diferencia |
| -- | ---- | ----------- | --------- | ---------- |
| 1  | 2015 | Nicaragua   | 53 - 0    | +53        |
| 2  | 2014 | Nicaragua   | 45 - 0    | +45        |
| 3  | 2021 | Panamá      | 44 - 0    | +44        |
| 4  | 2014 | Panamá      | 43 - 0    | +43        |
| 5  | 2025 | Ecuador     | 47 - 5    | +42        |
| 6  | 2014 | El Salvador | 41 - 0    | +41        |
| 7  | 2024 | Bolivia     | 41 - 0    | +41        |
| 8  | 2024 | Panamá      | 39 - 0    | +39        |
| 9  | 2025 | Guatemala   | 38 - 0    | +38        |
| 10 | 2019 | México      | 43 - 7    | +36        |

|    | Año  | Rival     | Resultado | Diferencia |
| -- | ---- | --------- | --------- | ---------- |
| 1  | 2007 | Brasil    | 0 - 70    | -70        |
| 2  | 2007 | Venezuela | 0 - 62    | -62        |
| 3  | 2004 | Venezuela | 0 - 60    | -60        |
| 4  | 2016 | Brasil    | 0 - 59    | -59        |
| 5  | 2013 | Brasil    | 0 - 55    | -55        |
| 6  | 2019 | Canadá    | 0 - 54    | -54        |
| 7  | 2017 | Brasil    | 0 - 53    | -53        |
| 8  | 2005 | Brasil    | 0 - 52    | -52        |
| 9  | 2013 | Argentina | 0 - 52    | -52        |
| 10 | 2004 | Argentina | 5 - 56    | -51        |